# Justicia (mitología)

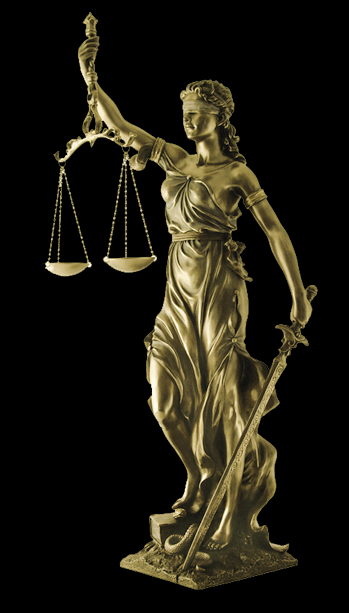
La diosa romana Justicia

Justicia (latín: Iustitia) es la diosa romana de la justicia, una personificación alegórica de la fuerza moral en los sistemas judiciales. Es equivalente a la diosa griega Dice.

## Descripción
La personificación de la justicia equilibrando la balanza de la verdad y la justicia se remonta a la diosa Maat, y más tarde Isis, del antiguo Egipto. Las deidades helénicas Temis y Dice fueron posteriormente diosas de la justicia. Temis era la encarnación del orden divino, el derecho y las buenas costumbres, en su aspecto como personificación de la justicia divina de la ley. Sin embargo, una conexión más directa es a Dice, hija de Temis, quien fue retratada llevando una balanza.
"Si algún dios hubiera estado sosteniendo el nivel de la balanza de Dice" es un fragmento sobreviviente de la poesía de Baquílides. La Antigua Roma adoptó esa imagen de la diosa como Justicia  (Iustitia). Desde tiempos romanos, la Justicia ha sido frecuentemente representada llevando una balanza y una espada, con los ojos vendados. Su iconografía moderna adorna con frecuencia juzgados y tribunales, y combina los atributos de varias diosas que encarnaban la regla adecuada para los griegos y los romanos, mezclándose los ojos vendados de la diosa romana Fortuna (la suerte), con la griega Tique (el destino), y la espada de Némesis (la venganza).
Justicia es más a menudo representada con una balanza típicamente suspendida de su mano izquierda, en la que se mide la fuerza de apoyo de un caso y la oposición. Ella también es a menudo vista llevando una espada de dos filos en su mano derecha, simbolizando el poder de la razón y la justicia, que puede ser ejercido a favor o en contra de cualquiera de las partes.

## La venda
Desde el siglo XV, la Justicia ha sido a menudo representada con los ojos vendados. La venda en los ojos representa la fe en que la justicia es, o debería ser, impuesta objetivamente, sin miedo ni favoritismos, independientemente de la identidad, el dinero, el poder o debilidad; la justicia ciega e imparcial. Las primeras monedas romanas ya representan a Justicia con la espada en una mano y la balanza en la otra, pero con los ojos descubiertos. Justicia sólo se representa comúnmente como "ciega" desde finales del siglo XV. La primera representación conocida de la Justicia ciega es la estatua de Hans Giengen de 1543 en el Gerechtigkeitsbrunnen (Fuente de la Justicia) en Berna.
En lugar de utilizar el enfoque de Jano, muchas esculturas simplemente dejan a un lado la venda de los ojos por completo. Por ejemplo, en lo alto del tribunal de Old Bailey de Londres, una estatua de la Justicia está, sin los ojos vendados; los folletos del tribunal explican que esto se debe a que la Dama de la Justicia no estaba originalmente con los ojos vendados, y debido a su "forma de doncella" se supone que garantiza su imparcialidad, haciendo de la venda algo redundante. Otra variante consiste en representar a la Justicia con los ojos vendados a escala humana, pesando las demandas opuestas en cada mano. Un ejemplo de esto puede verse en la Corte del Condado de Shelby, en Memphis, Tennessee.

## Representaciones artísticas de la Justicia
|                                                                                           |
| La Justicia con espada, balanza y venda del Gerechtigkeitsbrunnen en Berna, Suiza (1543). |

|                                                   |
| Ante el Supremo Tribunal Federal de Brasil, 1961. |

|                                                                        |
| La Justicia del Gerechtigkeitsbrunnen en Fráncfort del Meno, Alemania. |

|                                                                         |
| Justicia, en las afueras de la Corte Suprema de Canadá, Ottawa, Canadá. |

|                                                                  |
| En el Tribunal Penal Central o Old Bailey, Londres, Reino Unido. |

|                                  |
| Temis, Itojyuku, Shibuya, Japón. |

| |
| Escultura del siglo XIX del Poder de la Ley en Olomouc, República Checa, carece de la venda en los ojos y la balanza es sustituida por un libro. |

| |
| Estatua de la Justicia representada como Temis sobre el edificio de la Vieja Corte Suprema de Justicia en Hong Kong. |

|                            |
| La Ley, por Jean Feuchère. |

|                                                              |
| Shelby County Courthouse, Memphis, Tennessee, Estados Unidos |

|                                                                                          |
| Temis, a las afueras de la Corte Suprema de Queensland, Brisbane, Queensland, Australia. |

|                                                        |
| Alegoría de la Justicia, Lucas Cranach el Viejo, 1537. |

|                                                                 |
| Luca Giordano, Palazzo Medici Riccardi en Florencia, 1684–1686. |